# Lozells

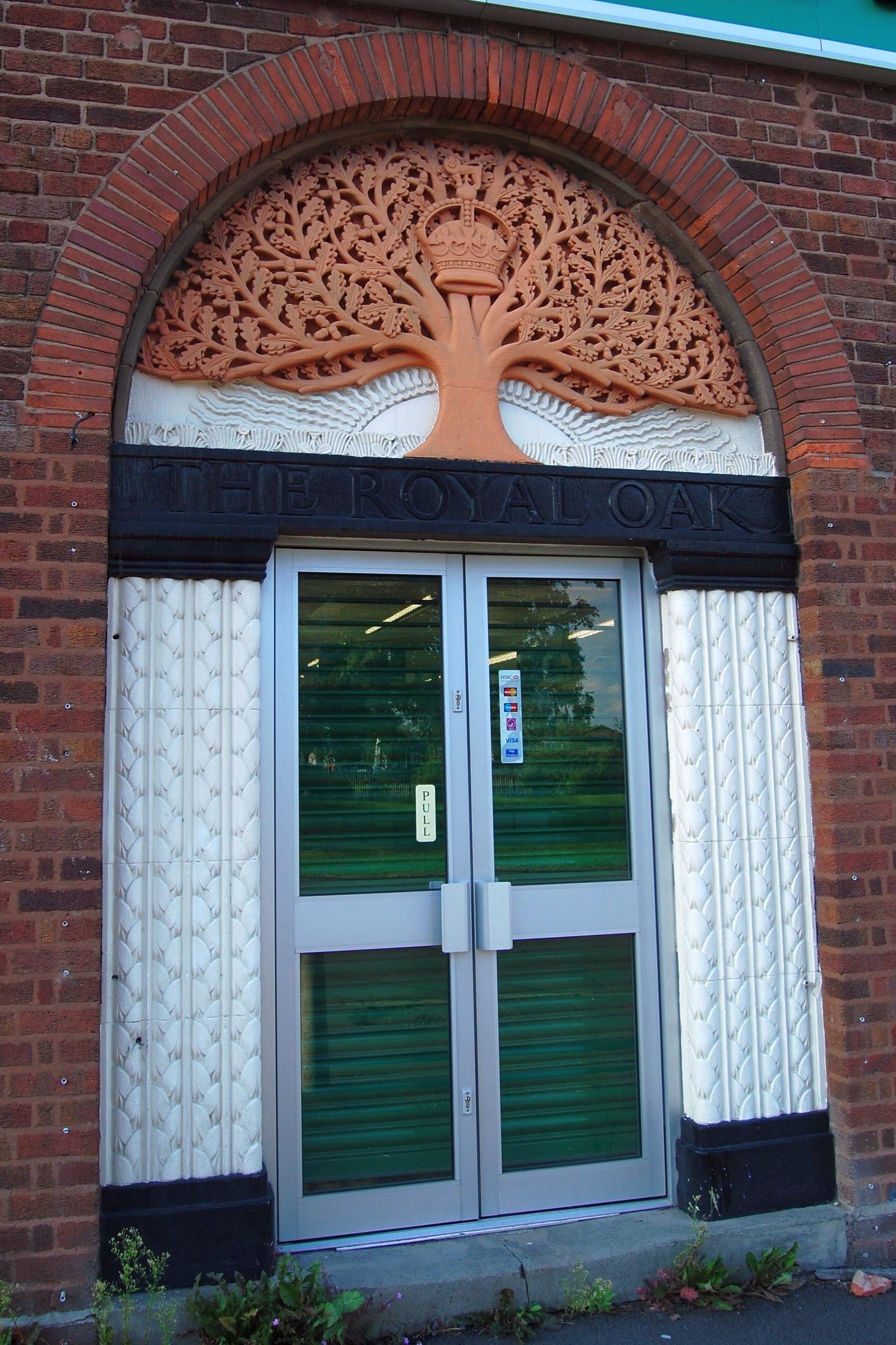
Umbral del Royal Oak, tallado por William Bloye.

Lozells es un área urbana poco definida en el oeste de Birmingham, Inglaterra. Se centra en Lozells Road, y es conocido por su población multirracial. Es parte del barrio de Lozells y East Handsworth y se encuentra entre los distritos de Handsworth y Aston. 
Tiene una alta densidad de población en comparación con East Handsworth. Es un área de gran diversidad étnica con una alta población de personas de origen afrocaribeño, bangladesí y paquistaní. La vivienda en Lozells consiste principalmente en casas adosadas, que fueron construidas durante la Revolución Industrial cuando el área se industrializó y los trabajadores requerían vivienda. La vivienda es una mezcla de vivienda privada y municipal, con algunos bloques de pisos y urbanizaciones más nuevos de la posguerra.
Lozells Road fue escenario de disturbios entre el 9 y el 11 de septiembre de 1985, en los que se quemaron tiendas, casas y vehículos, y también se produjeron saqueos. La tensión racial, el alto desempleo y la hostilidad hacia la policía se consideraron los principales factores de los disturbios. Otros disturbios en la noche del 22 de octubre de 2005 dejaron dos hombres muertos y un oficial de policía baleado y herido. Estos disturbios fueron iniciados por un rumor sin fundamento, transmitido en una estación de radio pirata, de una niña violada. Posteriormente, cuatro hombres fueron encarcelados por su participación en los mismos.
El antiguo pub Royal Oak en Lozells Road, ahora una tienda, tiene una entrada con una talla de un "roble real" del escultor William Bloye.

## Educación
Las escuelas de la zona incluyen la escuela primaria Lozells, la escuela Holte y la escuela especial Mayfield. También incluye la escuela primaria Anglesey y la escuela primaria Heathfield.

## Personas destacadas
- Albert William Ketèlbey (1875-1959) - compositor, director y pianista, nacido en 41 Alma Street.[3]
- Zarah Sultana MP: ganó el distrito electoral de Coventry South para el trabajo en las elecciones generales del Reino Unido de 2019.